# Udbytteskatsvindel-sagen
Udbytteskatsvindel-sagen er en dansk sag om formodet økonomisk kriminalitet med udbytteskat.
Sagen kom til offentlighedens kendskab da SKAT anmeldte en sag til SØIK for mulig skatteunddragelse i august 2015.
Beløbet der skønnedes svindlet for var i første omgang rapporteret til omkring 6,2 milliarder kroner.
Siden blev størrelsen af svindlen sat op til først 9,1 milliarder kroner i november 2015 og dernæst til 12,3 milliarder kroner i august 2016.
I maj 2017 varetægtsfængslede Retten i Lyngby to mænd i en sag om udbytteskattesvindel i 2007 til en værdi af 37,5 millioner kroner.
Den 18. oktober 2018 offentliggjorde en gruppe af europæiske medier koordineret af organisationen Correctiv og under projektnavnet CumExFiles informationer om at ikke bare Danmark var ramt problemer omkring udbytteskattebetaling men en række europæiske lande. 
Et beløb på 410 milliarder kroner skal europæiske skattesystemer have tabt på formodet bedrageri eller spekulation.